# النصر (رفح)
النصر سميت سابقًا البيوك، قرية فلسطينية في محافظة رفح، تقع جنوب مدينة رفح في جنوب قطاع غزة. بلغ عدد سكانها 5،648 نسمة في عام 2006 وفقاً للجهاز المركزي للإحصاء الفلسطيني.
أصبحت القرية العاصمة "الفعليّة" للمجموعة المسلحة المناهضة لحماس "القوات الشعبية" المدعومة من إسرائيل.

## التاريخ
النصر هي قرية صغيرة تقع على الحافة الجنوبية الشرقية لرفح في قطاع غزة، وكان يقطنها حوالي 5600 نسمة تاريخياً. كانت القرية مهمشة سياسياً لفترة طويلة، لكنها اكتسبت شهرة خلال حرب غزة عندما سيطرت مرتزقة القوات الشعبية، وهي ميليشيا قائمة على القبائل بقيادة ياسر أبو شباب، على النصر، مما حولها إلى مركز عملياتها. بدعم من إسرائيل، استخدمت المجموعة موقع القرية القريب من معبر كرم أبو سالم للتحكم في طرق المساعدات والتوسع إلىخان يونس، وأصبحت الآن بمثابة مقر القيادة الفعلي للمجموعة.